# Agua Fria National Monument
Agua Fria National Monument ist ein Schutzgebiet vom Typ eines National Monuments im US-Bundesstaat Arizona. Es bewahrt mit zwei Tafelbergen und dem dazwischen eingeschnittenen Canyon des Agua Fria Rivers ein archäologisch wichtiges Siedlungsgebiet prähistorischer Indianervölker der Anasazi- oder Sinagua-Kultur mit bisher über 450 identifizierten Gebäuderesten.
Das National Monument wurde Anfang 2000 durch US-Präsident Bill Clinton eingerichtet und wird vom Bureau of Land Management, einer Behörde unter dem Dach des US-Innenministeriums, verwaltet. Der Name des Flusses und des Schutzgebietes stammt aus dem spanischen und bedeutet „kaltes Wasser“.

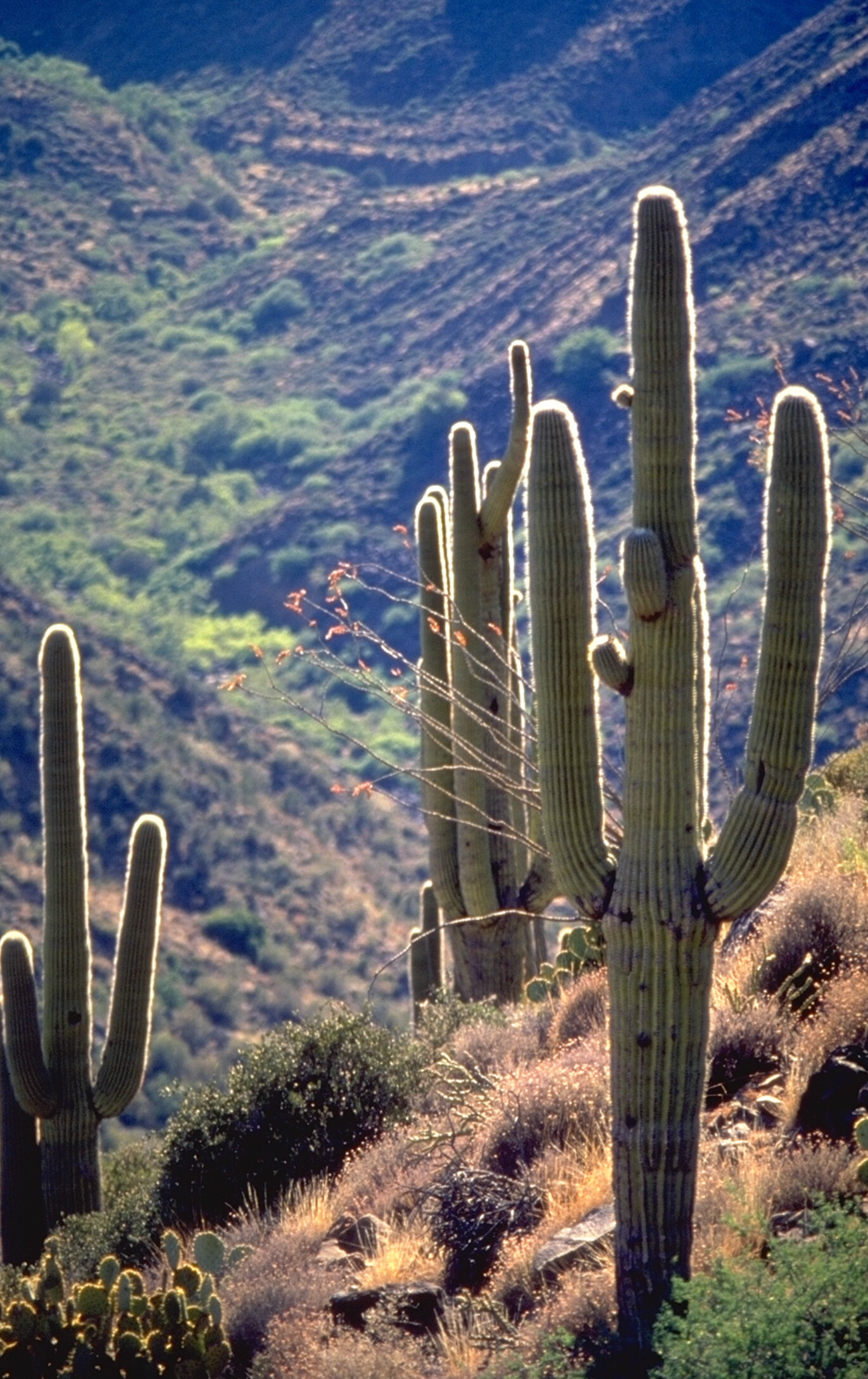
Wüstenlandschaft mit Saguaro-Kakteen

## Beschreibung
Das National Monument liegt im Yavapai County in Zentral-Arizona. Die westliche Begrenzung des Schutzgebietes ist der Interstate-Highway I-17. Nördlich liegt die Kleinstadt Cordes Lakes und die Experimentalstadt Arcosanti von Paolo Soleri aus dem Jahr 1970. Im Osten schließt sich der Tonto National Forest an, ein Nationalforst unter der Verwaltung des US Forest Service. Südlich liegt Black Canyon City.
Das Gebiet ist geprägt durch die beiden Tafelberge Perry Mesa und Black Mesa und den dazwischen von Nord nach Süd verlaufenden Canyon des Agua Fria Rivers. Die Höhenlagen des Schutzgebietes reichen von 650 m am Fluss bis 1400 m in den nördlichen Hügeln. Das Klima ist semi-arid, das weitgehend ebene Plateau oberhalb des Canyons ist mit den Pflanzengesellschaften der Halbwüste bewachsen. Am stärksten fällt der Saguaro-Kaktus auf. Am Fluss steht ein Galeriewald, in dem Platanen, Pappeln und Weiden dominieren.
Die Tierwelt des Monuments umfasst Gabelbock, Maultierhirsch, Weißwedelhirsch und Halsbandpekari sowie Pumas. Außerdem Kleinsäuger, vielfältige Vogelarten, darunter insbesondere Greifvögel. Der Fluss enthält noch die ursprüngliche Fischfauna und eine Reihe Amphibienarten. Unter den Reptilien fällt die Gila-Krustenechse auf. Aus dem angrenzenden Wald kommen sporadisch Wapitis und Schwarzbären in das Schutzgebiet.
Etwa zwischen den Jahren 1250 und 1450 lag der Höhepunkt der Besiedelung des heutigen Monuments durch prähistorische Indianervölker. Mehrere tausend Menschen lebten im Canyon und den Seitencanyons. Sie bauten auf Feldern am Fluss Mais, Squash und Bohnen an, gingen auf die Jagd und sammelten Eicheln, die sie zu Mehl zerrieben. Weil der Grund am Boden des Canyons für den Ackerbau benötigt wurde, bauten sie ihre Häuser aus Adobe-Lehmziegeln und Feldsteinen an die Hänge. Über 450 Siedlungsstellen wurden im Schutzgebiet bisher gefunden, die größten umfassten über 100 Räume und waren von mehreren hundert Personen bewohnt. Die Anasazi-Kultur brach um 1450 zusammen, als Ursache gilt eine langanhaltende Trockenheit durch eine Klimaänderung oder eine systematische Übernutzung der Böden.

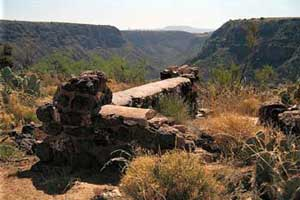
Ruine der Richinbar Mine über dem Canyon

Im 19. Jahrhundert wurden im Gebiet mehrere Erzminen angelegt, sie waren nicht lange ergiebig und wurden zumeist nach wenigen Jahren oder einigen Jahrzehnten stillgelegt. Rancher nutzten das Gebiet vor der Unterschutzstellung und bis heute als Weideland.

## Agua Fria National Monument heute
Im National Monument liegen immer noch Privatgrundstücke und diese sind nicht Teil vom National Monuments. Diese Privatgrundstücke können nur Teil des National Monuments werden, sofern sie freiwillig von den Vereinigten Staaten erworben werden können. Erwirbt der Bund Privatgrundstücke innerhalb des National Monument, so werden diese Grundstücke Teil des Schutzgebietes. Die Ausweisung des National Monuments hat keinen Einfluss auf die Rechte von Eigentümern von Grundstücken, welche sich nicht im Eigentum der USA befinden im oder an den Grenzen des Schutzgebietes. Bei der Errichtung des Schutzgebietes wurden auch bestehende Weiderechte privater Rinderfarmen auf dem Land im Bundeseigentum bestätigt.
Wie fast alle in den letzten Jahren neu eingerichteten National Monuments ist auch Agua Fria noch im Aufbau. Es gibt kein Besucherzentrum, keine Campingplätze, ausgebaute Straßen oder auch nur Trinkwasserquellen. Besucher können das Gebiet zum Wandern, für naturkundliche Exkursionen und Naturfotografie nutzen. Auch die Jagd ist im Rahmen der gesetzlichen Bestimmungen zulässig. Jedermann darf frei im Gebiet zelten, allerdings dürfen nur die bestehenden Schotterstraßen befahren werden. Abseits der Straßen ist Trekking die einzige zulässige Fortbewegung.
Die nur etwa 50 km südlich des Schutzgebietes liegende Stadt Phoenix ist die am schnellsten wachsende Metropole der Vereinigten Staaten, der Siedlungsdruck auf unerschlossenes Land, die auch nach Unterschutzstellung weiterhin bestehende Beweidung großer Flächen durch Rinderherden privater Rancher, die seit der Ausweisung als Schutzgebiet gestiegene Freizeitnutzung und Raubgrabungen an den archäologischen Fundstellen belasten das Gebiet und seine Schutzziele.